# 幡羅村
幡羅村（はたらむら）は埼玉県の北西部、大里郡に属していた村。当初は幡羅郡所属であった。

## 地理
- 河川：福川

## 歴史
- 1889年（明治22年）4月1日 町村制施行により、原郷村の一部、国済寺村の一部、東方村、柴崎村、本田ヶ谷村が合併し幡羅郡幡羅村が成立する。
- 1896年（明治29年）4月1日 幡羅郡が大里郡、榛沢郡、男衾郡と統合し大里郡となる。
- 1955年（昭和30年）1月1日 深谷町、明戸村、大寄村、藤沢村と合併し深谷市（初代）を新設する。
- 2006年（平成18年）1月1日 深谷市が岡部町、川本町、花園町と合併し深谷市（2代目）を新設する。

## 出身有名人
- 江森天寿（日本画家）